# Dodentempel van Amenhotep III

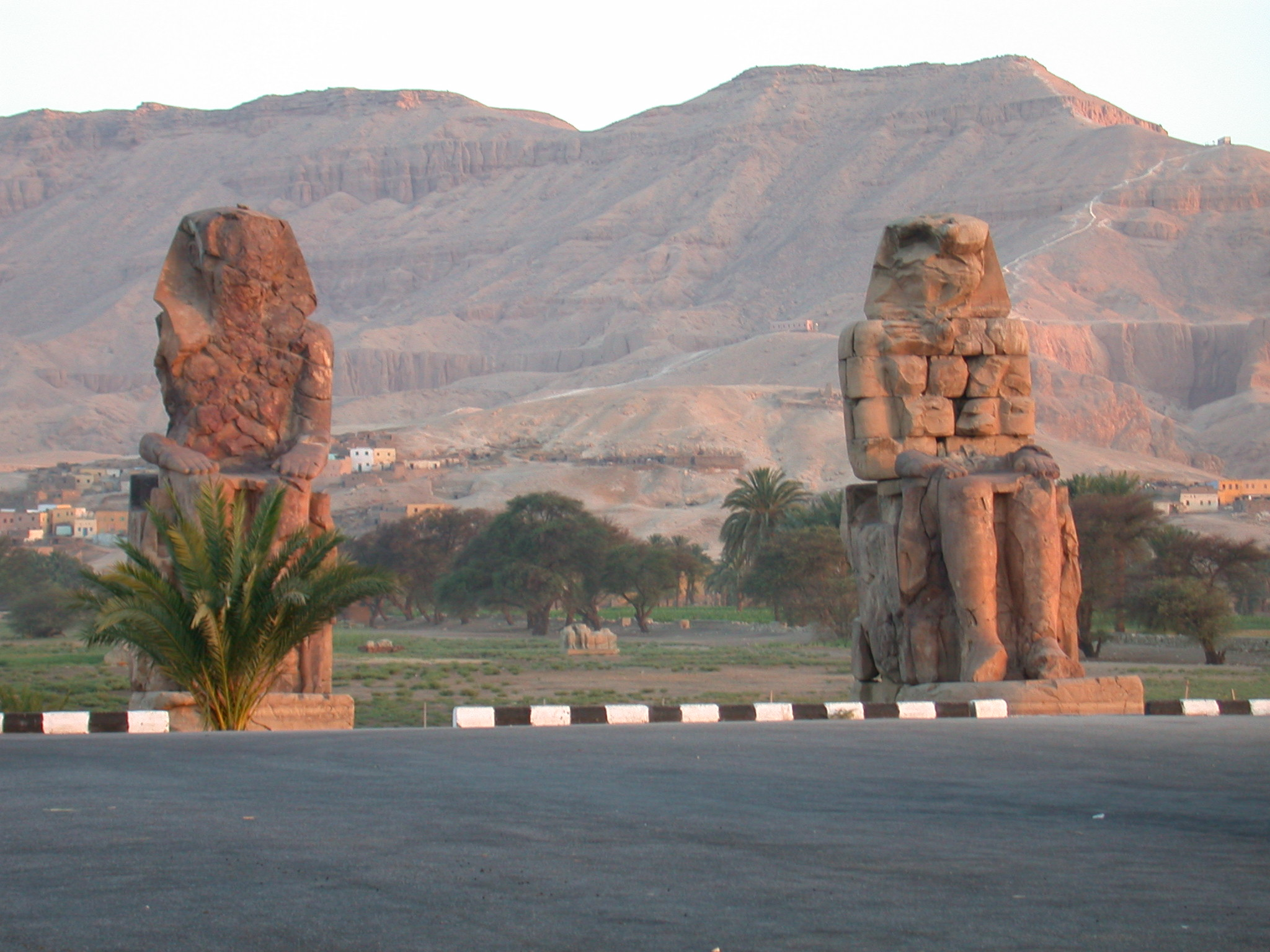
De Kolossen van Memnon, bij de ingang voor eerste pyloon

De Dodentempel van Amenhotep III was de graftempel van Amenhotep III (ca. 1388-1351 v.Chr.), die grotendeels is weggevaagd, op de kolossen van Memnon en wat andere standbeelden na. De restanten liggen aan de westzijde van de Nijl nabij Luxor (het oude Thebe), vlak bij de Vallei der Koningen. 

## Verwoesting

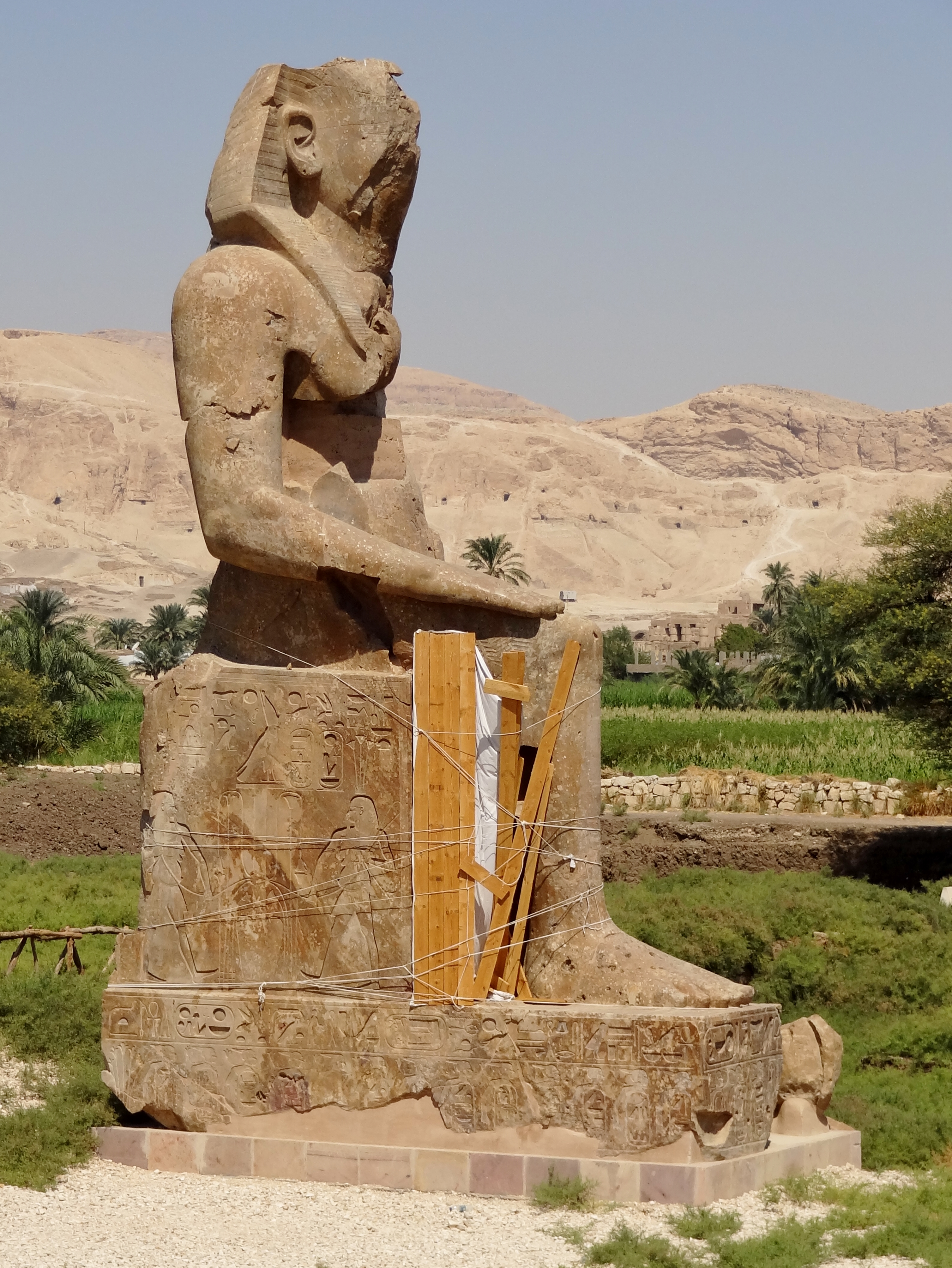
De rots in de verte op een afstand van 100 meter tussen de twee kolossen (boven), bleek tijdens opgravingen (2003-2016) een kolos, die voor de tweede pyloon zat, die tijdens de aardbeving op z'n rechterzijde was gevallen die millennia verborgen en goeddeels intact bleef.

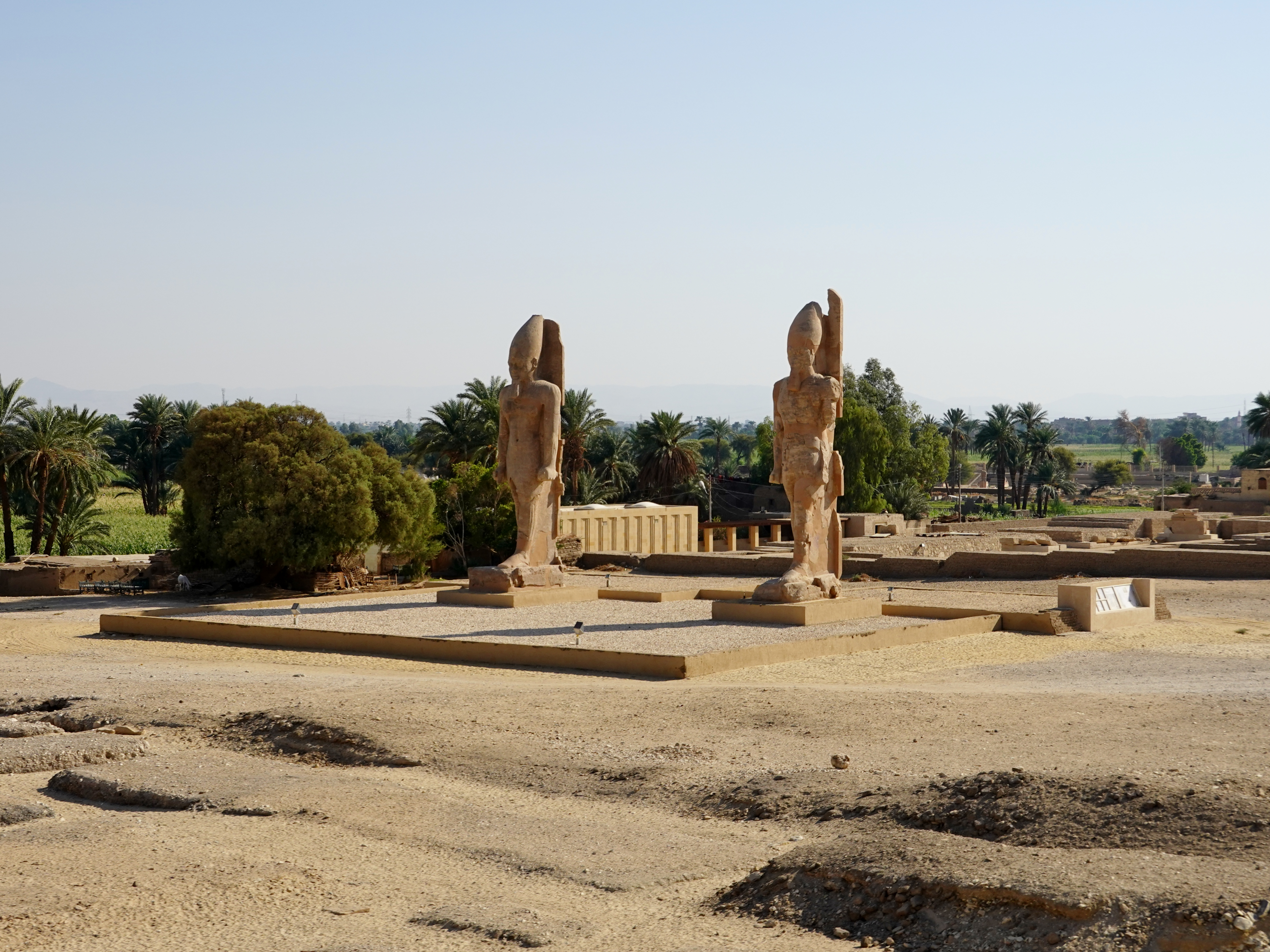
Kolossen met de witte kroon van Boven-Egypte voor de noorderpoort van de dodentempel van Amenhotep III

De tempel was de grootste  in zijn tijd, maar werd door een aardbeving verwoest en stond te dicht bij de Nijl, waardoor hij in verval raakte. Toen dat gebeurde, begonnen andere farao's stenen van de tempel weg te halen. In de tempel van Merenptah (ca. 1224-1214 v.Chr.), de zoon van Ramses II, die ten noorden van deze tempel ligt, zijn grote stukken steen met de naam van Amenhotep te vinden, wat erop wijst dat die stenen uit de tempel van Amenhotep kwamen. Ook veel sfinxen en andere standbeelden zijn in de tempel van Merenptah terug te vinden.

## Beschrijving
De tempel was naar het oosten gericht. De buitenmuur was 8,5 meter dik en het terrein 700 bij 550 meter. De kolossen stonden aan de ingang van de tempel en daarna kwam een lange "straat". Deze leidde langs twee hoven, waar verschillende beelden stonden. Onder andere beelden van jakhalzen, sfinxen en van de koning en koningin, Amenhotep en Teye. 

### Zonnehof
Aan het einde van de weg lag het zonnehof. Daar stonden verschillende beelden van de koning en koningin en enkele goden. Tussen de zuilen van het zonnehof stonden beelden van Amenhotep, waarvan enkele hoofden bewaard zijn gebleven.

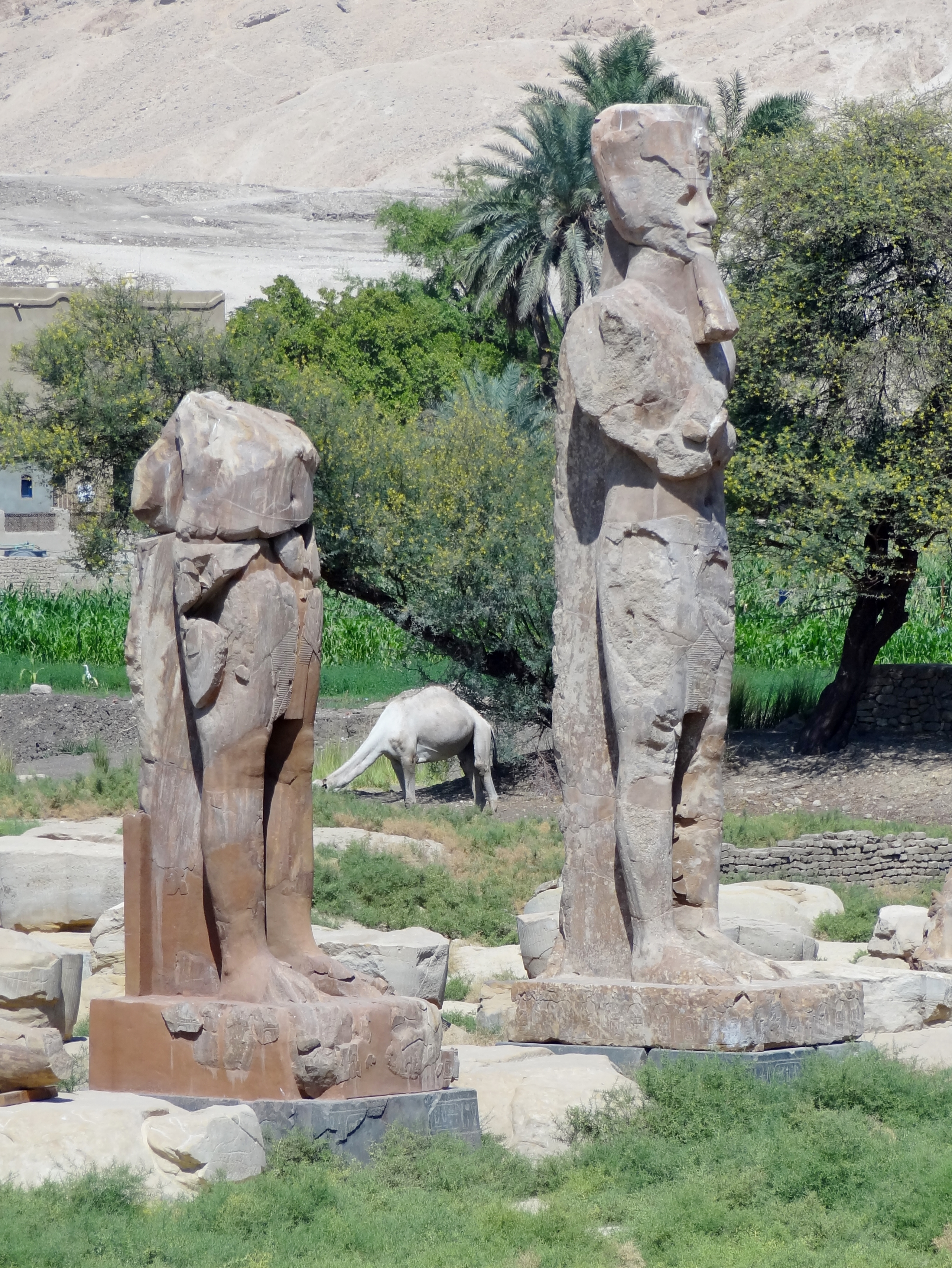
Opgegraven beelden, Kom el-Hettan, West-Thebe, dodentempel van Amenhotep III, project 2003-2016 onder dr. Hourig Sourouzian

De beelden aan de noordzijde waren van zandsteen uit een groeve bij Heliopolis, in het noorden van Egypte. Deze beelden droegen de rode kroon van Neder-Egypte. De beelden die aan de zuidzijde stonden, waren van rood graniet, dat uit steengroeven bij Aswan in het zuiden van Egypte kwam. Deze beelden droegen de witte kroon van Opper-Egypte.
In de voetstukken van de beelden worden de namen genoemd van de dan bekende wereld waar Egypte contact mee had. Opvallend is dat hier voor het eerst het Egeïsche gebied genoemd wordt.

## Opgravingen

### 21e eeuw
Van 2003 tot 2016 deed dr. Hourig Sourouzian opgravingen in het tempelgebied en bracht onder meer kolossen, die voor de pylonen zaten en een beeld van een nijlpaard aan het licht. Er werd door Antoine Chéné een filmdocumentaire van gemaakt, die verschillende prijzen won. 